# Quirinópolis
Quirinópolis este un oraș în Goiás (GO), Brazilia.